# Liste des espaces protégés du Pas-de-Calais
Cette liste recense les espaces protégés (hors Natura 2000) du département du Pas-de-Calais dans la région des Hauts-de-France.

## Statistiques
En décembre 2023, l'Inventaire national du patrimoine naturel (INPN) recense, dans le Pas-de-Calais, 149 sites classés espaces protégés (hors Natura 2000).
Ces espaces protégés concernent 245 communes soit 28 % des communes du département.

## Type de protection des espaces protégés
Ces 149 espaces protégés sont répartis et classés selon différents types de protection :
- 11 par arrêté préfectoral de protection de biotope (APPB) ;
- 1 parc naturel régional ;
- 6 réserves biologiques dirigées ;
- 3 réserves de biosphère (RB) ;
- 4 réserves naturelles nationales (RNN) ;
- 13 réserves naturelles régionales (RNR) ;
- 28 terrains acquis (ou assimilés) par un Conservatoire d'espaces naturels (CEN) ;
- 19 terrains acquis par le Conservatoire du littoral ;
- 62 terrains gérés (location, convention de gestion) par un Conservatoire d'espaces naturels ;
- 2 zones humides protégées par la convention de Ramsar[1].

## Liste des espaces protégés
- Code FR3801058 :  Arrêté de protection de biotope : Cap Blanc-Nez ; Domaine continental et marin
- Code FR3800587 :  Arrêté de protection de biotope : Coteau de Dannes - Camiers ; Domaine continental
- Code FR3800091 :  Arrêté de protection de biotope : Coteaux calcaires du Boulonnais ; Domaine continental
- Code FR3800334 :  Arrêté de protection de biotope : Landes du plateau d'Helfaut ; Domaine continental
- Code FR3800090 :  Arrêté de protection de biotope : Le Fort Vert ; Domaine continental
- Code FR3800092 :  Arrêté de protection de biotope : Marais de Guînes et d'Andres ; Domaine continental
- Code FR3801085 :  Arrêté de protection de biotope : Plaine de Sangatte ; Domaine continental
- Code FR3801059 :  Arrêté de protection de biotope : Pointe de la Crèche ; Domaine continental et marin
- Code FR3800089 :  Arrêté de protection de biotope : Pré communal d'Ambleteuse ; Domaine continental
- Code FR3801084 :  Arrêté de protection de biotope : Site de la Laubanie à Calais ; Domaine continental
- Code FR3800093 :  Arrêté de protection de biotope : Terril Pinchonvalles ; Domaine continental
- Code FR8000007 :  Parc naturel régional : Caps et marais d'Opale ; Domaine continental
- Code FR2300040 :  Réserve biologique dirigée : Basse forêt 1 ; Domaine continental
- Code FR2300042 :  Réserve biologique dirigée : Basse forêt 2 ; Domaine continental
- Code FR2300039 :  Réserve biologique dirigée : Basse vallée ; Domaine continental
- Code FR2300153 :  Réserve biologique dirigée : Côte d'Opale ; Domaine continental
- Code FR2300037 :  Réserve biologique dirigée : La Claireau ; Domaine continental
- Code FR2300026 :  Réserve biologique dirigée : Long Chêne ; Domaine continental
- Code FR6300012 :  Réserve de biosphère, zone centrale : Marais Audomarois ; Domaine continental
- Code FR6500012 :  Réserve de biosphère, zone de transition : Marais Audomarois ; Domaine continental
- Code FR6400012 :  Réserve de biosphère, zone tampon : Marais Audomarois ; Domaine continental
- Code FR3600087 :  Réserve naturelle nationale : Baie de Canche ; Domaine continental et marin
- Code FR3600168 :  Réserve naturelle nationale : Étangs du Romelaëre ; Domaine continental
- Code FR3600167 :  Réserve naturelle nationale : Grotte et pelouses d’Acquin-Westbécourt et coteaux de Wavrans-sur-l’Aa ; Domaine continental
- Code FR3600086 :  Réserve naturelle nationale : Platier d'Oye ; Domaine continental et marin
- Code FR9300090 :  Réserve naturelle régionale : Anciennes carrières de Cléty ; Domaine continental
- Code FR9300099 :  Réserve naturelle régionale : Forteresse de Mimoyecques ; Domaine continental
- Code FR9300082 :  Réserve naturelle régionale : Marais de Cambrin, Annequin, Cuinchy et Festubert ; Domaine continental
- Code FR9300083 :  Réserve naturelle régionale : Marais de Condette ; Domaine continental
- Code FR9300074 :  Réserve naturelle régionale : Marais de la Grenouillère ; Domaine continental
- Code FR9300084 :  Réserve naturelle régionale : Molinet ; Domaine continental
- Code FR9300092 :  Réserve naturelle régionale : Mont de Couple ; Domaine continental
- Code FR9300076 :  Réserve naturelle régionale : Pâture à Mille Trous ; Domaine continental
- Code FR9300087 :  Réserve naturelle régionale : Plateau des Landes ; Domaine continental
- Code FR9300098 :  Réserve naturelle régionale : Pont d'Ardres ; Domaine continental
- Code FR9300114 :  Réserve naturelle régionale : Pré communal d'Ambleteuse ; Domaine continental
- Code FR9300168 :  Réserve naturelle régionale : Prés du moulin Madame ; Domaine continental
- Code FR9300077 :  Réserve naturelle régionale : Riez de Nœux-lès-Auxi ; Domaine continental
- Code FR1505561 :  Terrain acquis (ou assimilé) par un CEN : Bois de la Loterie ; Domaine continental
- Code FR1505442 :  Terrain acquis (ou assimilé) par un CEN : Bois de Mouriez ; Domaine continental
- Code FR1505886 :  Terrain acquis (ou assimilé) par un CEN : Carrière de Menneville - parcelle acquise en maitrise foncière ; Domaine continental
- Code FR1505854 :  Terrain acquis (ou assimilé) par un CEN : Communal de Saint-Josse - parcelle acquise en maitrise foncière ; Domaine continental
- Code FR1505856 :  Terrain acquis (ou assimilé) par un CEN : Côte d'Escœuilles ; Domaine continental
- Code FR1505894 :  Terrain acquis (ou assimilé) par un CEN : Coteau du mont Caillou ; Domaine continental
- Code FR1505884 :  Terrain acquis (ou assimilé) par un CEN : Coteaux et carrière de Dannes - Camiers - parcelle acquise en maitrise foncière ; Domaine continental
- Code FR1505888 :  Terrain acquis (ou assimilé) par un CEN : La côte Butel ; Domaine continental
- Code FR1505858 :  Terrain acquis (ou assimilé) par un CEN : Landes du Moulinel ; Domaine continental
- Code FR1505860 :  Terrain acquis (ou assimilé) par un CEN : Marais de Roussent ; Domaine continental
- Code FR1505861 :  Terrain acquis (ou assimilé) par un CEN : Marais de Tigny-Noyelle - parcelle acquise en maitrise foncière ; Domaine continental
- Code FR1505862 :  Terrain acquis (ou assimilé) par un CEN : Marais de Villiers ; Domaine continental
- Code FR1505863 :  Terrain acquis (ou assimilé) par un CEN : Marais du Haut-Pont ; Domaine continental
- Code FR1505864 :  Terrain acquis (ou assimilé) par un CEN : Marais Pourri et marais Groette - parcelle acquise en maitrise foncière ; Domaine continental
- Code FR1505865 :  Terrain acquis (ou assimilé) par un CEN : Mont de la Calique - parcelle acquise en maitrise foncière ; Domaine continental
- Code FR1505444 :  Terrain acquis (ou assimilé) par un CEN : Petit pré de la slack ; Domaine continental
- Code FR1505887 :  Terrain acquis (ou assimilé) par un CEN : Prairie de Fléchinelle ; Domaine continental
- Code FR1505443 :  Terrain acquis (ou assimilé) par un CEN : Prairies du Boudoir ; Domaine continental
- Code FR1505870 :  Terrain acquis (ou assimilé) par un CEN : RNN de la grotte et des pelouses d Acquin-Westbecourt et des coteaux de Wavrans-sur-l'Aa et coteaux d'Elnes - parcelle acquise en maitrise foncière ; Domaine continental
- Code FR1505857 :  Terrain acquis (ou assimilé) par un CEN : RNR  de la forteresse de Mimoyecques et coteaux - parcelle acquise en maitrise foncière ; Domaine continental
- Code FR1505853 :  Terrain acquis (ou assimilé) par un CEN : RNR de Pont-d'Ardres ; Domaine continental
- Code FR1505871 :  Terrain acquis (ou assimilé) par un CEN : RNR des anciennes carrières de Cléty ; Domaine continental
- Code FR1505874 :  Terrain acquis (ou assimilé) par un CEN : RNR des marais de Cambrin Annequin, Cuinchy et Festubert - parcelle acquise en maitrise foncière ; Domaine continental
- Code FR1505869 :  Terrain acquis (ou assimilé) par un CEN : RNR des prés du moulin Madame ; Domaine continental
- Code FR1505875 :  Terrain acquis (ou assimilé) par un CEN : RNR des riez de Nœux-les-Auxi ; Domaine continental
- Code FR1505892 :  Terrain acquis (ou assimilé) par un CEN : Terril de Mazingarbe ; Domaine continental
- Code FR1505891 :  Terrain acquis (ou assimilé) par un CEN : Terril Fort-Louis et son cavalier - parcelle acquise en maitrise foncière ; Domaine continental
- Code FR1505878 :  Terrain acquis (ou assimilé) par un CEN : Terrils de Ligny-les-Aire - parcelle acquise en maitrise foncière ; Domaine continental
- Code FR1100147 :  Terrain acquis par le Conservatoire du littoral : Baie d'Authie rive nord ; Domaine continental
- Code FR1100136 :  Terrain acquis par le Conservatoire du littoral : Baie de la Slack ; Domaine continental
- Code FR1100140 :  Terrain acquis par le Conservatoire du littoral : Baie de Wissant ; Domaine continental
- Code FR1100137 :  Terrain acquis par le Conservatoire du littoral : Cap Blanc-Nez ; Domaine continental
- Code FR1100420 :  Terrain acquis par le Conservatoire du littoral : Cap d'Alprech ; Domaine continental
- Code FR1100141 :  Terrain acquis par le Conservatoire du littoral : Cap Gris-Nez ; Domaine continental
- Code FR1100133 :  Terrain acquis par le Conservatoire du littoral : Dunes d'Écault ; Domaine continental
- Code FR1100146 :  Terrain acquis par le Conservatoire du littoral : Dunes de Berck ; Domaine continental
- Code FR1101052 :  Terrain acquis par le Conservatoire du littoral : Dunes de la Manchue ; Domaine continental
- Code FR1100131 :  Terrain acquis par le Conservatoire du littoral : Dunes de Mayville ; Domaine continental
- Code FR1100439 :  Terrain acquis par le Conservatoire du littoral : Dunes de Stella - Merlimont ; Domaine continental
- Code FR1100138 :  Terrain acquis par le Conservatoire du littoral : Dunes du Fort Mahon ; Domaine continental
- Code FR1100781 :  Terrain acquis par le Conservatoire du littoral : Fort Vert ; Domaine continental
- Code FR1100139 :  Terrain acquis par le Conservatoire du littoral : Le platier d'Oye ; Domaine continental
- Code FR1100134 :  Terrain acquis par le Conservatoire du littoral : Les garennes de Lornel ; Domaine continental
- Code FR1100774 :  Terrain acquis par le Conservatoire du littoral : Marais Audomarois ; Domaine continental
- Code FR1100132 :  Terrain acquis par le Conservatoire du littoral : Mont Saint-Frieux ; Domaine continental
- Code FR1100717 :  Terrain acquis par le Conservatoire du littoral : Petit Blanc-Nez ; Domaine continental
- Code FR1100135 :  Terrain acquis par le Conservatoire du littoral : Pointe de La Crèche ; Domaine continental
- Code FR4505935 :  Terrain géré (location, convention de gestion) par un CEN : Argilière d'Annequin ; Domaine continental
- Code FR4505937 :  Terrain géré (location, convention de gestion) par un CEN : Bois de Linghem ; Domaine continental
- Code FR4505936 :  Terrain géré (location, convention de gestion) par un CEN : Bois des Dames ; Domaine continental
- Code FR4506001 :  Terrain géré (location, convention de gestion) par un CEN : Carrière de Menneville - parcelle en maitrise d'usage ; Domaine continental
- Code FR4505938 :  Terrain géré (location, convention de gestion) par un CEN : Cavité du Flayer ; Domaine continental
- Code FR4505939 :  Terrain géré (location, convention de gestion) par un CEN : Cavités d'Ardres ; Domaine continental
- Code FR4505940 :  Terrain géré (location, convention de gestion) par un CEN : Cavités d'Étaples ; Domaine continental
- Code FR4505941 :  Terrain géré (location, convention de gestion) par un CEN : Cavites de la Loge ; Domaine continental
- Code FR4505530 :  Terrain géré (location, convention de gestion) par un CEN : Colombier Virval ; Domaine continental
- Code FR4505942 :  Terrain géré (location, convention de gestion) par un CEN : Communal de Saint-Josse - parcelle en maitrise d'usage ; Domaine continental
- Code FR4505943 :  Terrain géré (location, convention de gestion) par un CEN : Communal de Sorrus ; Domaine continental
- Code FR4505718 :  Terrain géré (location, convention de gestion) par un CEN : Coteau des carrieres de delettes ; Domaine continental
- Code FR4506014 :  Terrain géré (location, convention de gestion) par un CEN : coteaux du mont de Quelmes ; Domaine continental
- Code FR4505994 :  Terrain géré (location, convention de gestion) par un CEN : Coteaux et carrière de Dannes - Camiers - parcelle en maitrise d'usage ; Domaine continental
- Code FR4505729 :  Terrain géré (location, convention de gestion) par un CEN : Domaine de la Chaumière ; Domaine continental
- Code FR4505944 :  Terrain géré (location, convention de gestion) par un CEN : Domaine du Rohart ; Domaine continental
- Code FR4506004 :  Terrain géré (location, convention de gestion) par un CEN : Espace Calmette ; Domaine continental
- Code FR4505995 :  Terrain géré (location, convention de gestion) par un CEN : Espaces réhabilités de la carrière de Lumbres ; Domaine continental
- Code FR4505945 :  Terrain géré (location, convention de gestion) par un CEN : Étang de Waligny ; Domaine continental
- Code FR4505948 :  Terrain géré (location, convention de gestion) par un CEN : Gîte à chiroptères d hesdin ; Domaine continental
- Code FR4506006 :  Terrain géré (location, convention de gestion) par un CEN : Le Ventus d'Alembon ; Domaine continental
- Code FR4505719 :  Terrain géré (location, convention de gestion) par un CEN : Les Hemmes de Marck ; Domaine continental
- Code FR4506007 :  Terrain géré (location, convention de gestion) par un CEN : Marais d Aubigny-au-Bac ; Domaine continental
- Code FR4505949 :  Terrain géré (location, convention de gestion) par un CEN : Marais de Beaumerie-Saint-Martin ; Domaine continental
- Code FR4505950 :  Terrain géré (location, convention de gestion) par un CEN : Marais de Beaurainchâteau ; Domaine continental
- Code FR4505531 :  Terrain géré (location, convention de gestion) par un CEN : Marais de Boubers ; Domaine continental
- Code FR4505983 :  Terrain géré (location, convention de gestion) par un CEN : Marais de Guisy ; Domaine continental
- Code FR4505982 :  Terrain géré (location, convention de gestion) par un CEN : Marais de la Commandance ; Domaine continental
- Code FR4505951 :  Terrain géré (location, convention de gestion) par un CEN : Marais de Marœuil ; Domaine continental
- Code FR4507232 :  Terrain géré (location, convention de gestion) par un CEN : Marais de Montreuil ; Domaine continental et marin
- Code FR4506013 :  Terrain géré (location, convention de gestion) par un CEN : Marais de Pernes ; Domaine continental
- Code FR4506008 :  Terrain géré (location, convention de gestion) par un CEN : Marais de Rumaucourt ; Domaine continental
- Code FR4505952 :  Terrain géré (location, convention de gestion) par un CEN : Marais de Tigny-Noyelle - parcelle en maitrise d'usage ; Domaine continental
- Code FR4505984 :  Terrain géré (location, convention de gestion) par un CEN : Marais de Vendin-lès-Béthune ; Domaine continental
- Code FR4505953 :  Terrain géré (location, convention de gestion) par un CEN : Marais des Courbes ; Domaine continental
- Code FR4505989 :  Terrain géré (location, convention de gestion) par un CEN : Marais du Planty ; Domaine continental
- Code FR4506018 :  Terrain géré (location, convention de gestion) par un CEN : Marais du Pont sans pareil ; Domaine continental
- Code FR4505954 :  Terrain géré (location, convention de gestion) par un CEN : Marais du Warnier ; Domaine continental
- Code FR4505985 :  Terrain géré (location, convention de gestion) par un CEN : Marais Philippe Rapeneau ; Domaine continental
- Code FR4505955 :  Terrain géré (location, convention de gestion) par un CEN : Marais Pourri et marais Groette - parcelle en maitrise d'usage ; Domaine continental
- Code FR4505956 :  Terrain géré (location, convention de gestion) par un CEN : Mare de la prairie des Halleux ; Domaine continental
- Code FR4505959 :  Terrain géré (location, convention de gestion) par un CEN : Mont de la Calique - parcelle en maitrise d'usage ; Domaine continental
- Code FR4506011 :  Terrain géré (location, convention de gestion) par un CEN : Pâture à joncs ; Domaine continental
- Code FR4506016 :  Terrain géré (location, convention de gestion) par un CEN : Prairie d'Hurionville ; Domaine continental
- Code FR4505715 :  Terrain géré (location, convention de gestion) par un CEN : Prairie de la verte-voie ; Domaine continental
- Code FR4505991 :  Terrain géré (location, convention de gestion) par un CEN : Prairies d'Isques ; Domaine continental
- Code FR4505961 :  Terrain géré (location, convention de gestion) par un CEN : Prairies de la ferme aux trois sapins ; Domaine continental
- Code FR4505999 :  Terrain géré (location, convention de gestion) par un CEN : Prairies humides de la Liane ; Domaine continental
- Code FR4505528 :  Terrain géré (location, convention de gestion) par un CEN : Rando rail de Nielles-lès-Bléquin ; Domaine continental
- Code FR4505964 :  Terrain géré (location, convention de gestion) par un CEN : Remparts de Montreuil ; Domaine continental
- Code FR4505965 :  Terrain géré (location, convention de gestion) par un CEN : RNN de la grotte et des pelouses d Acquin-Westbecourt et des coteaux de Wavrans-sur-l'Aa et coteaux d Elnes - parcelle en maitrise d'usage ; Domaine continental
- Code FR4505947 :  Terrain géré (location, convention de gestion) par un CEN : RNR de la forteresse de Mimoyecques et coteaux - parcelle en maitrise d'usage ; Domaine continental
- Code FR4505967 :  Terrain géré (location, convention de gestion) par un CEN : RNR de la pâture Mille Trous ; Domaine continental
- Code FR4505970 :  Terrain géré (location, convention de gestion) par un CEN : RNR des marais de Cambrin, Annequin, Cuinchy et Festubert - parcelle en maitrise d'usage ; Domaine continental
- Code FR4505962 :  Terrain géré (location, convention de gestion) par un CEN : RNR des prairies du Schoubrouck - parcelle en maitrise d'usage ; Domaine continental
- Code FR4505972 :  Terrain géré (location, convention de gestion) par un CEN : RNR du marais de la Grenouillère ; Domaine continental
- Code FR4505973 :  Terrain géré (location, convention de gestion) par un CEN : RNR du Molinet ; Domaine continental
- Code FR4505979 :  Terrain géré (location, convention de gestion) par un CEN : Site de gestion des sédiments VNF no 25 ; Domaine continental
- Code FR4505990 :  Terrain géré (location, convention de gestion) par un CEN : Sources de la Coqueline ; Domaine continental
- Code FR4506010 :  Terrain géré (location, convention de gestion) par un CEN : Terril de Burbure ; Domaine continental
- Code FR4506009 :  Terrain géré (location, convention de gestion) par un CEN : Terril Fort Louis et son cavalier - parcelle en maitrise d'usage ; Domaine continental
- Code FR4505981 :  Terrain géré (location, convention de gestion) par un CEN : Terrils de Ligny-les-Aire - parcelle en maitrise d'usage ; Domaine continental
- Code FR7200018 :  Zone humide protégée par la convention de Ramsar : Baie de Somme ; Domaine continental et marin
- Code FR7200030 :  Zone humide protégée par la convention de Ramsar : Le marais Audomarois ; Domaine continental